# ウデ・アヤレウ
ウデ・アヤレウ（Wude Ayalew、Wude Ayalew Yimer;、1987年7月4日 - ）は、エチオピアの陸上競技選手、専門は長距離走。

## 経歴
ゴジャム州出身。2006年3月世界クロスカントリー選手権では5位となり、エチオピア代表として国別対抗部門で優勝した。8月世界ジュニア陸上競技選手権5000mでも5位となった。12月、スペイン・ベンタ・デ・バーニョス国際クロスカントリー大会では26秒後続を引き離して優勝し、この年の競技を終えた。
2009年8月、世界陸上競技選手権ベルリン大会女子10000mに出場し、30分51秒95の記録でリネト・マサイ（ケニア）、メセレク・メルカムに次ぐ3位となった。

## 主な戦績
| 年度 | 大会名                             | 開催地                        | 順位 | 種目     |
| ---- | ---------------------------------- | ----------------------------- | ---- | -------- |
| 2006 | 世界クロスカントリー選手権         | 福岡（ 日本）                 | 5位  | ロング   |
| 2006 | 世界クロスカントリー選手権         | 福岡（ 日本）                 | 優勝 | 国別対抗 |
| 2006 | 世界ジュニア陸上競技選手権         | 北京（ 中華人民共和国）       | 5位  | 5000m    |
| 2007 | 世界クロスカントリー選手権         | モンバサ（ ケニア）           | 10位 | シニア   |
| 2007 | 世界クロスカントリー選手権         | モンバサ（ ケニア）           | 優勝 | 国別対抗 |
| 2008 | IAAFワールドアスレチックファイナル | シュトゥットガルト（ ドイツ） | 8位  | 3000m    |
| 2009 | 世界クロスカントリー選手権         | アンマン（ ヨルダン）         | 5位  | シニア   |
| 2009 | 世界陸上競技選手権                 | ベルリン（ ドイツ）           | 3位  | 10000m   |
| 2009 | IAAFワールドアスレチックファイナル | テッサロニキ（ ギリシャ）     | 5位  | 5000m    |
| 2009 | IAAFワールドアスレチックファイナル | テッサロニキ（ ギリシャ）     | 3位  | 3000m    |

## 記録
- 3000m - 8分30秒93（2009年）
- 5000m - 14分38秒44（2009年）
- 10000m - 30分11秒87（2009年）
- ハーフマラソン - 1時間07分58秒（2009年）